# Włado Kambowski
Włado Kambowski (mac. Владо Камбовски, ur. 5 stycznia 1948 w Bitoli) – macedoński prawnik i polityk. 
Urodził się w Bitoli, tam uczęszczał do szkoły podstawowej i średniej. Studiował prawo na Uniwersytecie Świętych Cyryla i Metodego w Skopju, marcu 1971 roku został asystentem w Zakładzie Prawa Karnego na Wydziale Prawa tej uczelni. W latach 1971 i 1972 odbywał praktyki w sądzie miejskim i rejonowym w Skopje. W 1972 roku podjął studia w zakresie prawa karnego na Uniwersytecie w Zagrzebiu, ukończył je w 1975 roku. 
Od 1977 roku prowadził wykłady z zakresu prawa karnego w szkołach prawniczych w Skopje i Bitoli oraz na Wydziale Bezpieczeństwa Uniwersytetu w Skopje. W 1980 roku obronił rozprawę doktorską dotyczącą „Problemu zaniechania w prawie karnym”. W tym samym roku został wybrany profesorem nadzwyczajnym, a następnie dziekanem Wydziału Bezpieczeństwa, którego obowiązki pełnił do 1984 roku.
Od grudnia 1998 do grudnia 1999 pełnił funkcję Ministra Sprawiedliwości w rządzie Lubczo Georgiewskiego. W 2006 roku został wybrany  członkiem Macedońskiej Akademii Nauk i Umiejętności. W latach 2008–2011 był jej wiceprezesem, a od 2012 do 2015 prezesem. 
Głównymi obszarami zainteresowań naukowych Włado Kambowskiego są prawo karne i filozofia prawa, w tym system orzecznictwa karnego.